# Liao Qiuyun
Liao Qiuyun (廖耘S; Yongzhou, 13 luglio 1995) è una sollevatrice cinese.

## Palmarès
- Giochi olimpici

Tokyo 2020: argento nei 55 kg.
- Mondiali

Pattaya 2019: oro nei 55 kg.
- Campionati asiatici

Ningbo 2019: oro nei 55 kg.
Tashkent 2020: oro nei 55 kg.